# Eckernförde

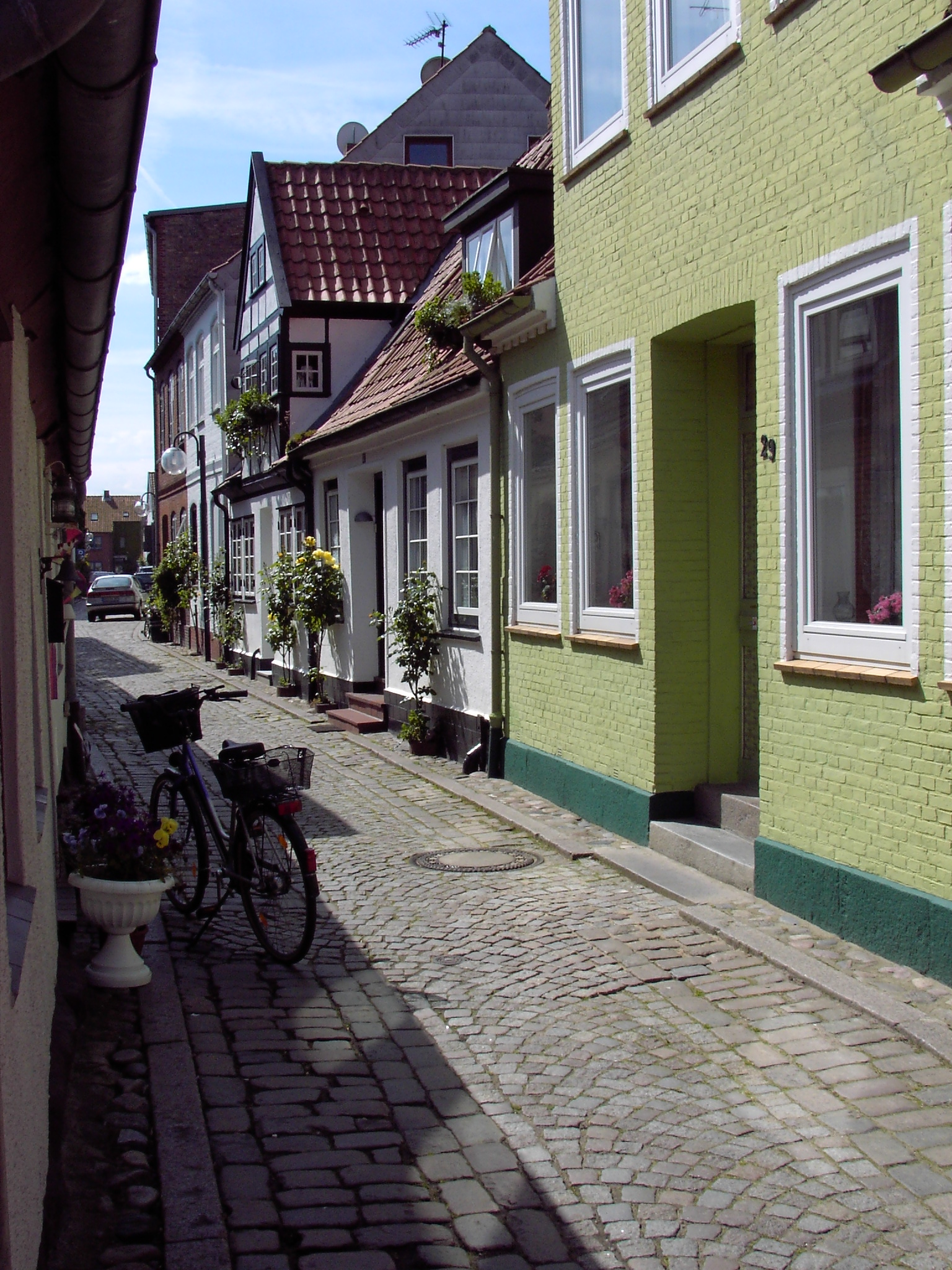
Oraşul vechi

Eckernförde este un oraș din landul Schleswig-Holstein, Germania.
1. ↑   http://www.shz.de/lokales/eckernfoerder-zeitung/runde-zwei-fuer-joerg-sibbel-id8485871.html Lipsește sau este vid: |title= (ajutor)
2. ↑  Alle politisch selbständigen Gemeinden mit ausgewählten Merkmalen am 31.12.2018 (4. Quartal) (în germană), Statistisches Bundesamt[*], arhivat din original la 10 martie 2019, accesat în 10 martie 2019